# فرانكو كاوزيو
فرانكو كاوزيو (Franco Causio) ، (ليتشي، 1 فبراير 1949) ، لاعب كرة قدم إيطالي سابق.
لعب مع منتخب إيطاليا لكرة القدم.

## روابط خارجية
- فرانكو كاوزيو على موقع الاتحاد الدولي (مؤرشف)  (الإنجليزية)
- فرانكو كاوزيو على موقع الاتحاد الأوربي (الإنجليزية)
- فرانكو كاوزيو على موقع قاعدة بيانات كرة القدم.إي يو (الإنجليزية)
- فرانكو كاوزيو على موقع ناشيونال فوتبول تيمز (الإنجليزية)
- فرانكو كاوزيو على موقع عالم كرة القدم.نت (الإنجليزية)
- فرانكو كاوزيو على موقع CONI honoured athlete website (الإيطالية)